# En folkets man
En folkets man är den nigerianske författaren Chinua Achebes fjärde roman. Den släpptes i sin engelska originalversion 1966 med titeln A Man of the People, och kom i svensk översättning av Ebbe Linde 1968.
Den satiriska romanen handlar om den unga och utbildade berättaren Odili och hans konflikt med hövding Nanga  - en före detta lärare som engagerar sig i politik i ett icke namngivet afrikanskt land. Odili representerar den föränderliga yngre generationen, medan Nanga representerar Nigerias traditionella seder och bruk. Boken avslutas med en militärkupp, som i mångt och mycket liknar de verkliga kupper som Johnson Aguiyi-Ironsi, Chukwuma Kaduna Nzeogwu och Yakubu Gowon försökte genomföra.

## Handling
Romanen är en redogörelse i första personsperspektiv om Odili som är en skollärare i ett fiktivt land som till stor del liknar postkoloniala Nigeria. Han får en inbjudan av en av hans före detta lärare, hövding Nanga - en numer kraftig och korrupt kulturminister. Som minister är Nangas jobb att skydda landets seder och bruk, och även om han är känd som "en folkets man" använder han istället sin makt för att utöka sin egen rikedom. Hans rikedomar och makt imponerar på Odilis flickvän, som är otrogen mot Odili med ministern. Odili, som är ute efter hämnd, ger sig ut på jakt efter ministerns fästmö.
Odili går med på att leda ett oppositionsparti trots mutor och våldsamma hot. Dock triumferar Odili över ministern när en militärkupp tvingar hans gamla lärare att avgå.

## Likhet med verkliga händelser
När Achebes vän, den nigerianske poeten och dramatikern John Pepper Clark, fick läsa en förhandsgranskning av romanen imponerades han av hur mycket av det som Achebe skriver som verkligen har inträffat. Efter att boken släppts 1966 tog borgmästare Chukwuma Kaduna Nzeoguw kontroll över landets norra region som del av ett större kuppförsök. Befälhavare i andra områden misslyckades och försöket besvarades med ett militärt nedslag som resulterade i att Johnson Aguiyi-Ironsi blev president. En massaker på över tre tusen personer från den östra regionen som levde i den norra inträffade, och berättelser om attacker mot Igbo-folket spred sig till Lagos. I juli 1966 avsattes Ironsi av Yakubu Gowon.
Då Achebes roman så tydligt speglade kuppen som inträffade kort efter att romanen släppts misstänkte man inom militären att han hade haft förkunskap om kuppen. Achebe evakuerade sin gravida fru och deras barn till Port Harcourt. De kom dit i säkerhet men frun fick missfall. Achebe anslöt sig till dem i Ogidi.

## Litterär betydelse
Achebes första tre romaner utspelade sig alla i Igbo-samhällen i Nigeria. En folkets man utspelar sig dock i ett fiktivt land, eftersom Achebe ville skriva på en mer allmän nivå om hela Afrika. Romanen innehåller inte några specifika etniska eller kulturella grupper, och de problem som beskrivs i boken, såsom mutor, inkompetens och regeringsapati upplevdes av många västafrikanska länder under nykolonialismen. Nigeria hade inte upplevt någon kupp när Achebe skrev romanen, så hans modell för romanens händelser måste ha baserats på militärkupper i andra länder. Trots hans avsikter gjorde den påföljande kuppen dock att boken igen sågs som en roman om Nigeria.